# キム (楽器)

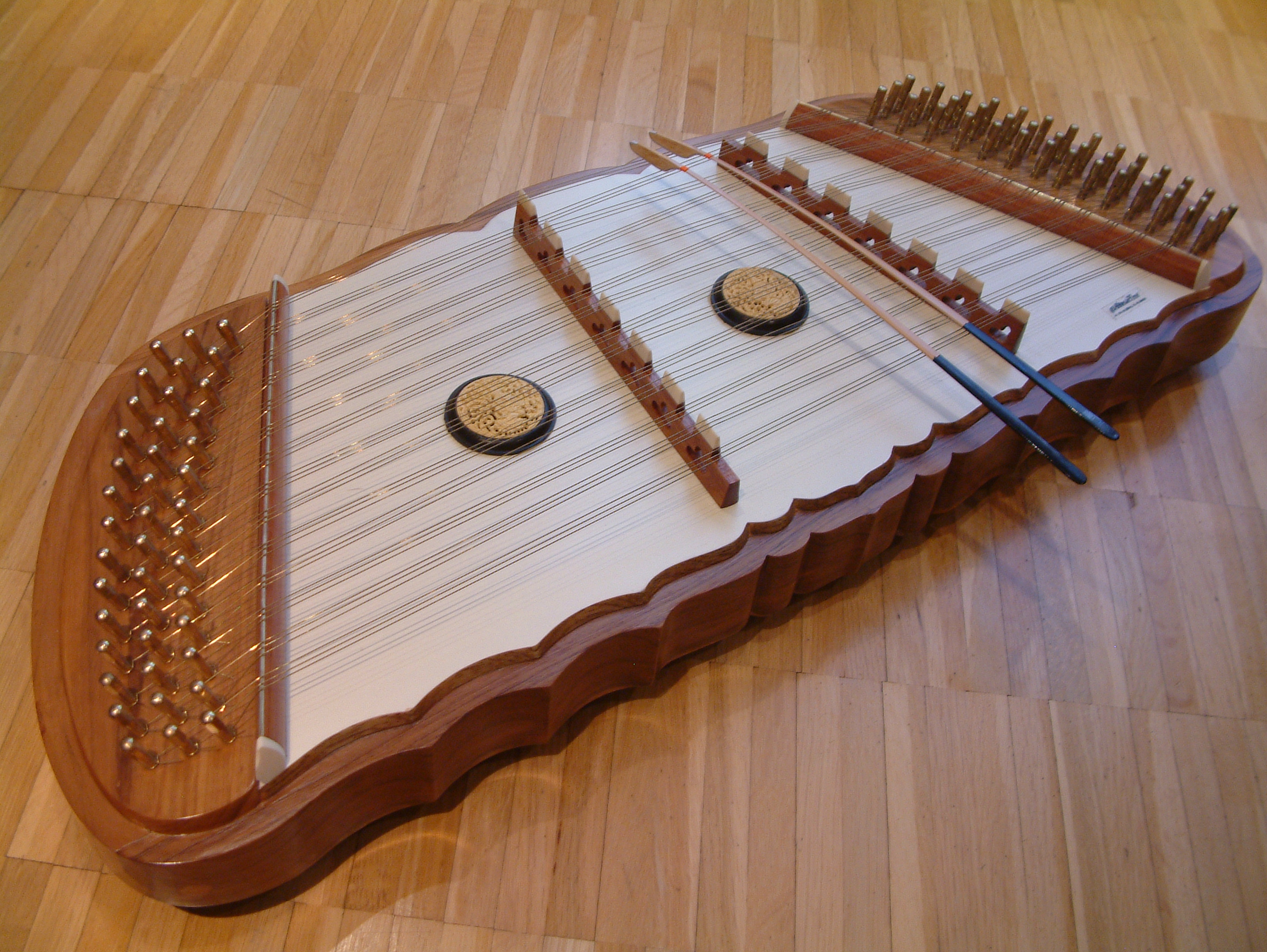
キム

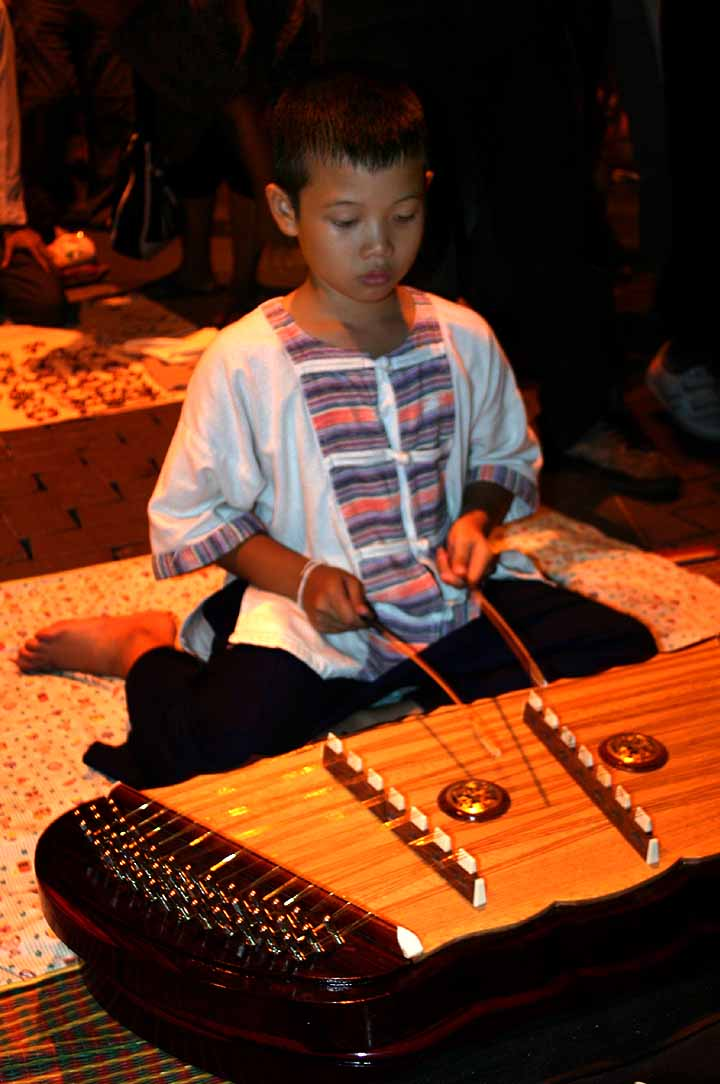
演奏例

キム（英:khim ,タイ語:ขิม [kʰǐm], クメール語:ឃឹម [kʰɨm]）はタイまたはカンボジアに伝わる打弦楽器の一種。中国から入った楽器で、揚琴やダルシマーに似ているが小さく、柔らかな音が出る。演奏者は竹製のバチを両手で持ち、それを使って弦を叩き音を出す。テーブルに置いて演奏する場合があるが、演奏者は床に座り込んで楽器も床に置き演奏することが多い。